# Alexandre d’Ermenoville Girardin
Alexandre Louis Robert de Girardin (ur. 16 stycznia 1776 w Paryżu, zm. 5 sierpnia 1855 tamże) – francuski generał epoki napoleońskiej. Syn Cécile'a Stanilasa de Girardin i ojciec wydawcy prasowego Emile'a de Girardina.
Girardin brał udział w wyprawach napoleońskich, podczas których wykazał się męstwem. Podczas kampanii 1812 dowodził brygadą lekkiej jazdy w I Korpusie Kawalerii Rezerwowej Nansouty'ego. W 1814 został awansowany do stopnia generała dywizji.
Później o wyraźnie rojalistycznym światopoglądzie, poparł dynastię Burbonów. Służył na dworze Karola X. Po rewolucji lipcowej żył opuszczony i zmarł 5 sierpnia 1855.

## Dzieła
- Mémoire sur la situation politique et militaire de l'Europe : à l'occasion des traités de 1831, 1833, 1841 et sur le droit de visite. – Paris : Amyot, 1844.